# William Butler Yeats
William Butler Yeats (uttal /jeɪts/), född 13 juni 1865 i Sandymount, Dublin, Irland, död 28 januari 1939 i Menton, Alpes-Maritimes, Frankrike, var en irländsk dramatiker och poet, och en av de mest framstående författarna under 1900-talet. Han var en hörnsten i den engelska och irländska litteraturen och var senare i livet irländsk senator i två mandatperioder. Han var en av ledarna för den keltiska renässansen i skönlitteraturen, grundade tillsammans med Lady Gregory och Edward Martyn Abbey Theatre samt var dess ledare under dess första tid. Yeats mottog Nobelpriset i litteratur 1923, med motiveringen att han med sitt inspirerade författarskap, av högt konstnärligt värde, givit röst åt en hel nations själ; han var den förste irländare som tilldelades priset. Samtidigt är Yeats en av de få pristagare vars författarskap brukar anses ha blivit starkare efter priset, med verk som The Tower (1928) och The Winding Stair and Other Poems (1929).
Yeats föddes i Dublin och gick i skola där, men tillbringade barndomen i Sligo. Han studerade lyrik i ungdomen, och från unga år fascinerades han av både iriska legender och det ockulta. Sådana ämnen behandlas i författarskapets första fas, som varade till omkring sekelskiftet. År 1889 utgav han sin första diktsamling, och dessa stillsamma och lyriska dikter står i beroende av Edmund Spenser och Percy Bysshe Shelley, likväl som dess poetiska anslag kan härledas till prerafaeliterna.
Från omkring år 1900 blev Yeats lyrik mer fysisk och realistisk. I stort sett övergav han sin transcendentala åskådning från ungdomen, men författarskapet fortfor att uppfyllas av maskerad andlighet och att ge uttryck för cykliska tidsuppfattningar. Under årens lopp utvecklade Yeats flera väsensskilda ideologier, vilka Michael Valdez Moses har betecknat som radikalnationalism, klassisk liberalism, reaktionär konservatism och nihilism.

## Biografi

### Uppväxt och ungdom

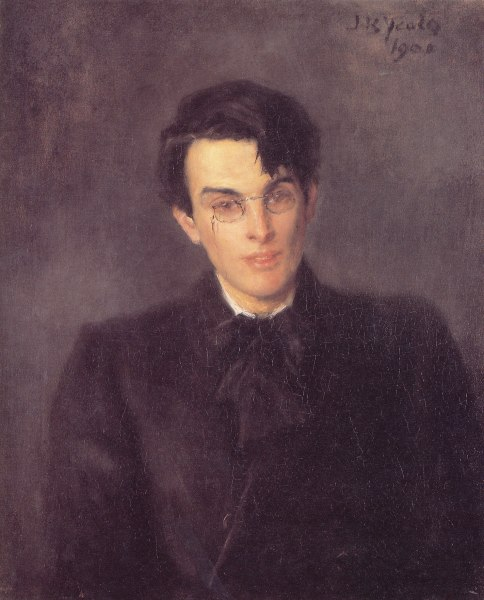
Porträtt av Yeats, utfört av fadern John Butler Yeats.

William Butler Yeats föddes i Sandymount, County Dublin, Ireland. Hans far John Butler Yeats handlade med linne och var för övrigt ättling till Jervis Yeats som stridit för Vilhelm III av England. Jervis sonson Benjamin hade gift sig med Mary Butler som tillhörde en lågadlig godsägarsläkt från Kildare. Vid tiden för sitt giftermål studerade John Yeats juridik, men hoppade av dessa studier för en konstnärsutbildning vid Heatherley School of Fine Art i London. Modern, Susan Mary Pollexfen, kom från en välbärgad angloirländsk familj i Sligo vilken hade skapat sin förmögenhet på kvarnindustri och skeppshandel. Snart efter att William föddes flyttade familjen till Sligo för att bo med moderns familj, och den unge poeten kom därför att se den trakten som sitt andliga och sitt barndoms hem. Dess landskap blev, både litterärt och symboliskt, "det land där hans hjärta fanns". Familjen Butler Yeats var mycket konstnärlig: brodern Jack skulle bli en framstående konstnär, medan systrarna Elizabeth och Susan var delaktiga i Arts and Crafts-rörelsen.
Yeats tillhörde av börd Irlands protestantiska överklass som vid tiden genomgick en identitetskris. Fastän hans familj var tämligen välvilligt inställd till förändringarna som skedde på Irland, var den nationalistiska strömning som kom därav direkt ofördelaktig för en man med Yeats bakgrund, och skulle påverka hans utsikter resten av livet. 1997 skrev hans biograf R.F. Foster att Napoleon I:s ordspråk att för att förstå en man måste du känna till vad som hände i världen vid tiden han var 20, stämmer väl in på Yeats. Yeats barndom och ungdom överskuggades av att makten gled ifrån den protestantiska överklassen. De många politiska omvälvningarna skulle göra ett genomgripande avtryck på hans författarskap, och samtidens utforskning av den iriska identiteten präglar hans alster på djupet.
År 1876 flyttade familjen till England för att underlätta faderns konstnärskarriär. Till en början fick barnen undervisning i hemmet. Modern underhöll dem med berättelser och folksagor från hennes hembygd. Fadern försåg dem med en oregelbunden utbildning i geografi och kemi, och tog med William på naturalhistoriska utflykter till landsbygden. Den 26 januari 1877 skrevs den unge poeten in vid Godolphin grundskola, där han gick i fyra år. Han utmärkte sig inte särskilt i skolan, och ett tidigt omdöme löd "endast medelmåttig. Möjligen bättre på latin än något annat ämne. Mycket bristfällig i stavning." Han hade problem med matematik och språk, men var fascinerad av biologi och zoologi. Av ekonomiska skäl flyttade familjen tillbaka till Dublin mot slutet av 1880, och bodde först en tid i Howth. I oktober 1881 fortsatte Yeats sin utbildning vid Erasmus Smith High School i Dublin. Hans faders ateljé låg i närheten, och William tillbringade mycket tid där varigenom han träffade många av stadens författare och konstnärer. Det var under denna period av livet som han började skriva dikter, och 1885 publicerades hans första dikter och en essä med titeln "The Poetry of Sir Samuel Ferguson" i Dublin University Review. Mellan 1884 och 1886 gick Yeats på National College of Art and Design vid Kildare Street. De äldsta bevarade alstren tillkom när han var sjutton år, och innefattar en dikt som är starkt påverkad av Percy Bysshe Shelley, som där beskrivs som en magiker som uppfört sin tron i Centralasien. Andra dikter från denna tid är utkast till ett drama med en biskop, en munk och en kvinna anklagad för hedendom av traktens herdar i rollerna, samt en episk dikt som handlar om tyska riddare under medeltiden. Enligt kritiker var hans tidiga verk konventionella och, enligt, Charles Johnson, "ytterst o-iriska". Fastän Yeats tidiga författarskap lånar mycket från Shelley, Edmund Spenser, och språket och färgsättningen hos prerafaeliterna, vände han snart sig till iriska myter och folkloristik och till William Blakes författarskap. På äldre dagar berömde Yeats Blake genom att beskriva honom som en av Guds stora skapare som framlade stora sanningar inför en liten klan.

### Den unge poeten

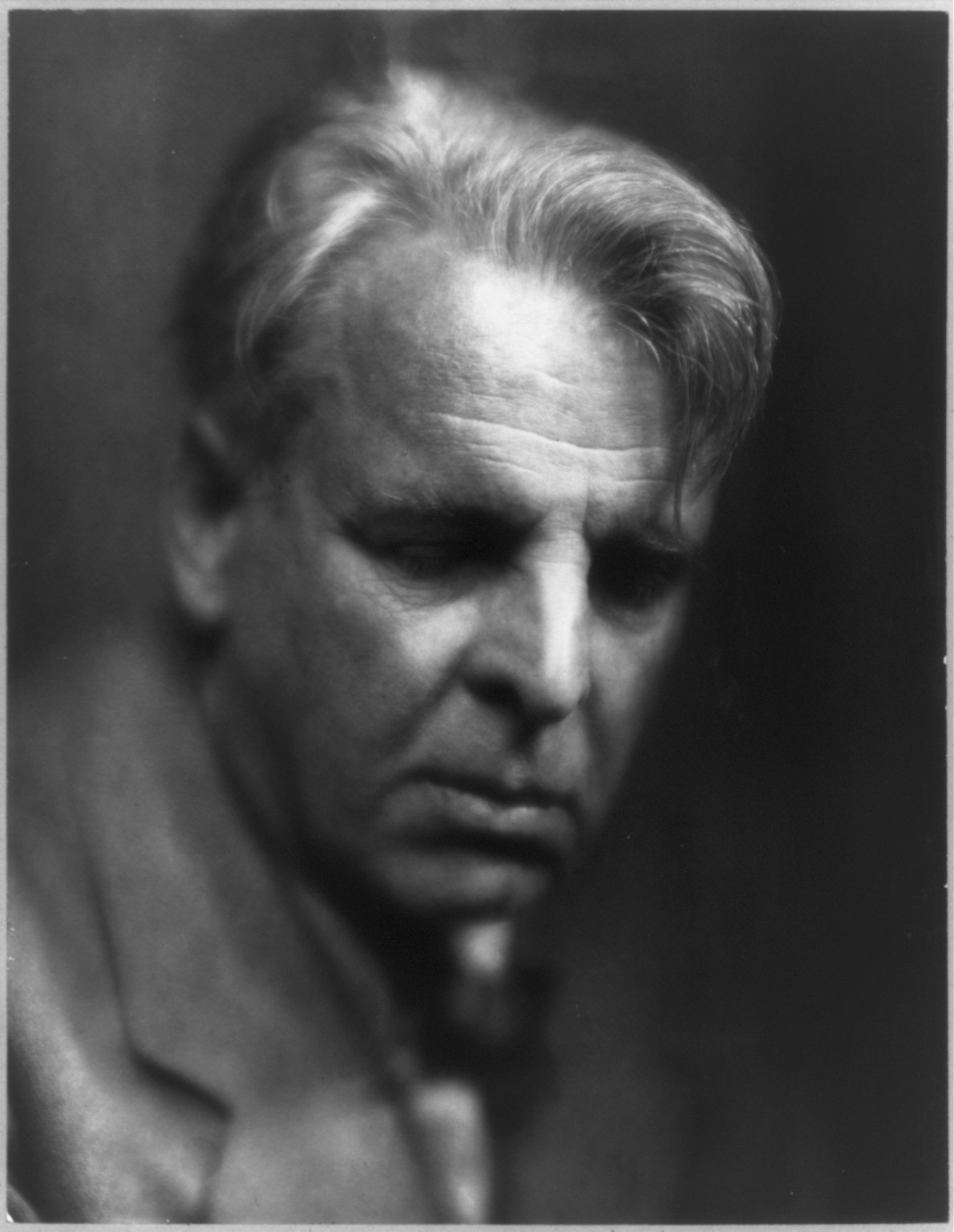
Yeats, omkring år 1933.

Familjen återvände till London 1887. År 1890 deltog Yeats i grundandet av Rhymers' Club med Ernest Rhys, vilket var ett sällskap för poeter i London som träffades regelbundet på ett värdshus på Fleet Street för att läsa upp sina dikter. Sällskapet blev senare känt som "The Tragic Generation" och utgav två antologier (1892 och 1894). Yeats samarbetade med Edwin Ellis i utgivningen av den första samlingsutgåvan av William Blakes arbeten, och medverkade då till att återupptäcka en försvunnen dikt, "Vala, or, the Four Zoas." 
Yeats byggde upp ett livslångt intresse för mysticism, spiritism, ockultism och astrologi. Han läste livet ut en avsevärd mängd böcker om dessa ämnen, och blev särskilt gripen av Emanuel Swedenborgs skrifter. Så tidigt som 1892 skrev han att om han inte hade läst så mycket om magi hade han aldrig skrivit en rad om Blake, och heller hade inte The Countess Kathleen kommit till världen. Den mystiska världen, sade han, var mittpunkten i allt han gjorde, tänkte och skrev. Livsinställningen ledde också Yeats till studier av hinduism samt teosofisten Mohini Chatterjee, vilket sammantaget upprättade grunden till hans senare författarskap. Några litteraturkritiker har dock hävdat att dessa influenser saknar intellektuell skärpa; W.H. Auden må särskilt framhållas, vilken avfärdade delar av Yeats arbeten som en vuxen mans spektakel med hokus pokus och indiskt nonsens.
Den första viktigare dikten av Yeats var "The Isle of Statues", ett fantasifullt alster med den lyriska formen av Edmund Spenser. Texten utgavs i Dublin University Review men har därefter aldrig återutgivits. Hans första bok var Mosada: A Dramatic Poem (1886), vilken utgavs i 100 exemplar och bekostades av hans far. Den följdes upp av diktsamlingen The Wanderings of Oisin and Other Poems (1889), med dikter ända från mitten av 1880-talet och framåt. Titeldikten innehåller obskyra gaeliska namn, upprepningar och rytmik vilka varieras allt medan dikten fortskrider i dess tre sektioner.
We rode in sorrow, with strong hounds three,
Bran, Sgeolan, and Lomair,
On a morning misty and mild and fair.
The mist-drops hung on the fragrant trees,
And in the blossoms hung the bees.
We rode in sadness above Lough Lean,
For our best were dead on Gavra's green.
"The wanderings of Oisin" bygger på texterna i Ossianska cykeln från den iriska mytologin, och uppvisar påverkan från både sir Samuel Ferguson och prerafaeliterna. Dikten tog två år att sammanställa och är ett av få verk från perioden han inte beklagade på äldre dagar. Med Oisin presenteras vad som skulle bli ett av Yeats viktigaste temata: att framhålla det kontemplativa livets företräde framför handlingarnas liv. Efter detta verk skulle Yeats aldrig mera använda det längre formatet för sina dikter. Hans övriga tidiga dikter, vilka utgörs av meditationer över kärleken eller mystiska eller esoteriska ämnen, innefattar Poems (1895), The Secret Rose (1897), och The Wind Among the Reeds (1899).
Under året 1885 deltog Yeats i bildandet av Dublin Hermetic Order. Sällskapet höll sitt första möte den 16 juni, med Yeats som ordförande. Samma år bildades Dublins teosofiska loge i samarbete med brahminen Mohini Chatterjee som reste från London för att hålla föredrag. Yeats deltog i sin första seans året därpå. Sedermera blev han djupt indragen i det teosofiska sällskapet, och med hermetism, i synnerhet med Golden Dawns eklektiska rosenkreutzeri. Under en seans 1912 har det sagts att en ande kallade sig för Leo Africanus och utgav sig för att vara Yeats demon eller antisjälv, vilket gav inspiration till vissa tankegångar i Per Amica Silentia Lunae. Han blev upptagen i Golden Dawn 1890, och antog mottot Daemon est Deus inversus (Djävulen är Gud omvänd, eller En demon är spegelbilden av Gud). Han deltog aktivt i att uppbygga sektens Isis-Uraniatempel, och värvade morbrodern George Pollexfen, Maud Gonne, och Florence Farr. Fastän han distanserade sig från abstrakta och dogmatiska religioner uppbyggda kring personlighetskulter, attraherades han av den sortens människor som han träffade i Golden Dawn. Han var indragen i sällskapets maktkamper, både med Farr och Macgregor Mathers, men särskilt när Mather skickade Aleister Crowley vid "slaget om Blythe Road". Sedan Golden Dawn upplösts och splittrats i otaliga smågrupper, höll sig Yeats till Stella Matutina ända till år 1921.

### Maud Gonne

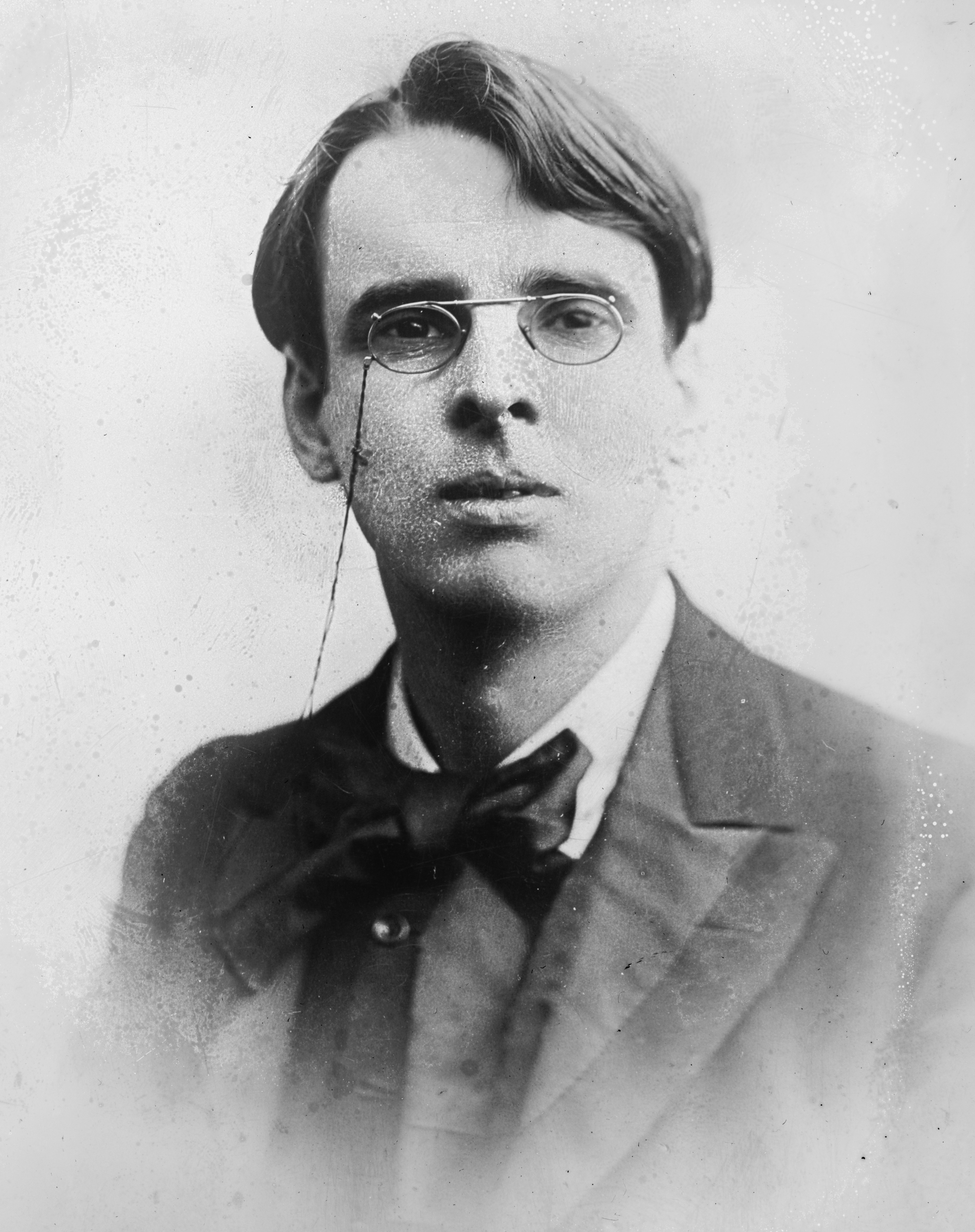
Fotografi av Yeats, 1920.

År 1889 träffade Yeats Maud Gonne som då var 23 år, väntade ett ansenligt arv, och var en ihärdig nationalist. Hon var 18 månader yngre än Yeats, och hade beundrat "The Isle of Statues" varför hon sökte bli bekant med dess författare. Yeats blev besatt av hennes skönhet och frispråkighet, och hon skulle verka varaktigt och påfallande på hans framtida författarskap och liv. När Yeats i sin ålderdom såg tillbaka på sitt liv, erkände han att på denna tid, då han bara såg till det yttre, hade hon kommit in i hans värld som "en burmesisk gonggong som efter ett öronbedövande slag efterlämnade många behagliga efterklanger". Yeats kärlek blev obesvarad delvis eftersom han inte ville deltaga i hennes nationalistiska aktivism. Hans enda kärleksaffär denna tid var med Olivia Shakespear, som han först träffade 1896 och skildes från redan med året därefter. År 1895 besökte han Gonne på Irland och friade, men fick avslag. Senare sade han att vid den tidpunkten började bekymren i hans liv. Ytterligare tre gånger friade han till Gonne, 1899, 1900 och 1901. Hon avböjde alla gångerna, och 1903 gifte hon sig, till Yeats förtvivlan, med den irländske nationalisten major John MacBride.
Vänskapen med Gonne höll dock Yeats kvar vid, och 1903 fullbordades deras förhållande. Yeats talade inte om saken med någon sentimentalitet, utan anmärkte att sexuallivets tragedi är själens eviga oskuld. Natten de tillbringade tillsammans innebar inte att deras förhållande gick in i en ny fas, och inte lång tid därefter skrev Gonne till Yeats att deras kroppsliga förening till trots kunde de inte fortsätta som förut: "Jag har bett så intensivt för att allt jordiskt begär skulle försvinna från min kärlek till dig & älskade, eftersom jag älskar dig, har jag bett & jag ber så fortfarande att den kroppsliga begärelsen som du hyser för mig skall tas ifrån dig också". I januari 1909 skickade Gonne ett brev till Yeats där hon prisar de framsteg som konstnärer gör som avhåller sig från sex. Nästan 20 år senare skulle Yeats påminna sig om natten med Gonne i dikten "A Man Young and Old":
My arms are like the twisted thorn
And yet there beauty lay;
The first of all the tribe lay there
And did such pleasure take;
She who had brought great Hector down
And put all Troy to wreck.
År 1896 presenterades Yeats för Lady Gregory av deras gemensamme vän Edward Martyn. Lady Gregory uppmuntrade Yeats nationalism, och övertalade honom att fortsättningsvis börja skriva för teatern. Trots att han influerades av de franska symbolisterna inriktade sig Yeats på ett uttalat irländskt innehåll och detta berodde på att han gjorde bekantskap med en yngre generation irländska författare. Tillsammans med Lady Gregory, Martyn, och andra författare som J.M. Synge, Seán O'Casey, och Padraic Colum, var Yeats en av grundarna till den så kallade iriska litterära renässansen. Bortsett från författarnas egna kreativitet, hämtades intryck från översatta arbeten från medeltidens iriska sagor, ossianska diktning samt yngre iriska folksagor. En av de mest betydelsefulla i denna krets var Douglas Hyde, som senare blev Irlands förste president, vars Love Songs of Connacht blev vida beundrad.

### Abbey Theatre

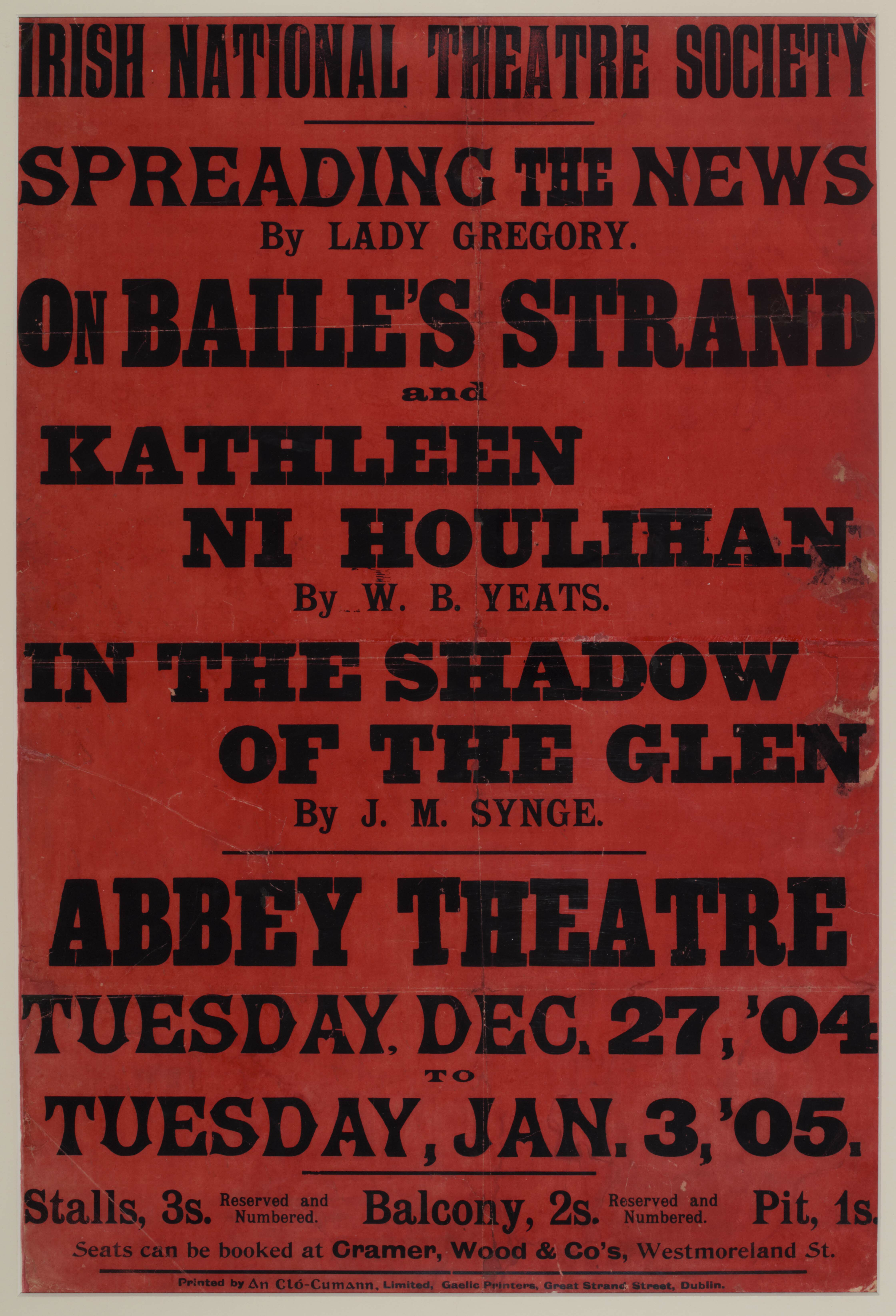
Affisch från öppningskvällen av Abbey Theater.

År 1899 grundade Yeats, Lady Gregory, Martyn, och George Moore Irish Literary Theatre i syfte att framföra keltiska och iriska skådespel. Abbeys ideal hämtades från den franska teaterns avant garde, och Yeats skrev gruppens manifest, där det står: "Vi önskar i Irland finna en oförstörd och fantasirik publik som lärt sig lyssna genom dess passion för oratoriet.. & att friheten att experimentera som inte förekommer i Englands teatrar, & utan vilken ingen ny rörelse i konst eller litteratur kan skrida framåt."
Gruppen överlevde i ungefär två år och var inte framgångsrik. Genom samarbetet i detta teaterexperiment skapades dock Irish National Theatre Society. De konstituerande medlemmarna lyckades förvärva en egendom i Dublin och öppna Abbey Theater den 27 december 1904. Yeats drama Cathleen Ní Houlihan och Lady Gregorys Spreading the News spelades första kvällen. Yeats fortsatte vara verksam med Abbey till sin död, både som styrelsemedlem och framträdande dramatiker. 1902 hjälpte han till att bilda Dun Emer Press för att trycka alstren som författarna i den iriska renässansen skrivit. 1904 omdöptes företaget till Cuala Press, och påverkade av Arts and Crafts försökte de finna irländska verk. Tryckeriet drevs till dess det upphörde 1946 av poetens systrar, och producerade över 70 titlar, varav 48 var skrivna av Yeats själv.
Yeats träffade den unge amerikanske poeten Ezra Pound 1913. Pound hade rest till London åtminstone delvis för att bekanta sig med den äldre poeten, som han ansåg var den ende diktare värd ett närmre studium. Från det året till omkring 1916 övervintrade de två männen på Stone Cottage vid Ashdown Forest, där Pound till namnet var Yeats sekreterare. Vänskapen fick en vidunderlig vändning när Pound såg till att tidskriften Poetry publicerade några av Yeats dikter med Pounds egna icke-auktoriserade omskrivningar. Ändringarna berodde på Pounds avsmak för viktoriansk prosodi. En mer indirekt följd av vänskapen var att Pound försåg Yeats med den japanske dramatikern Nohs verk, vilka Pound kommit över genom Ernest Fenollosas änka, vilka kom att stå modell för ett slags aristokratiskt drama Yeats avsåg börja skriva. Det första arbetet som byggde på Noh var At the Hawk's Well, vilken han dikterade för Pound i januari 1914. 
I sina tidiga arbeten tog sig Yeats aristokratiska hållning uttryck i en idealisering av den irländska bonden, och en vilja att frånse fattigdomen och lidandet. Uppkomsten av den revolutionära rörelsen bland den katolska lägre medelklassen fick honom att ändra sig på den punkten. Hans nya politiska hållning kan skönjas i dikten "September" från 1913, som är ett angrepp på arbetsgivarna i Dublin och ett försvar av den irländska arbetarrörelsen. I dikten "Easter 1916" erkänner Yeats sitt eget misslyckande att förstå värdet av Påskupprorets ledare, till följd av deras enkla bakgrund och leverne.

### Äktenskapet med Georgie

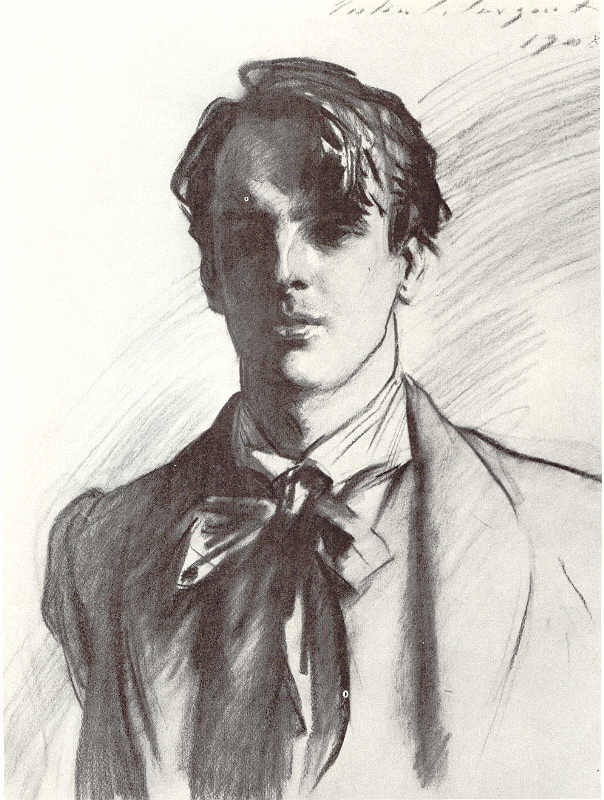
Porträtt av Yeats, av John Singer Sargent 1908.

Yeats var 51 år 1916 och hade kommit dithän att han ville gifta sig och skaffa sig en arvinge. Hans sista frieri till Maud Gonne skedde sommaren 1916. I hans ögon var hon egentligen opassande som hustru, eftersom hon hade ett förflutet som våldsam revolutionär politiker, med en rad personliga katastrofer bakom sig som inbegrep missbruk av kloroform och ett skakigt äktenskap med John MacBride – en irländsk revolutionär som skulle komma att avrättas av den brittiska militären för sin inblandning i Påskupproret. Yeats biograf R.F. Foster har fällt kommentaren att Yeats handlade snarare utifrån pliktkänsla än utifrån en ärlig vilja att faktiskt gifta sig med Gonne. Frieriet lades fram på ett opersonligt och likgiltigt sätt och med villkor, och han både hoppades och förväntade sig att bli avfärdad. 
Sedan hon avböjt vände han sig till hennes dotter från ett tidigare förhållande med Lucien Millevoye, Iseult Gonne, som var 21 år vid tillfället. Hennes liv hade dittills varit tragiskt: hon hade presenterats som sin moders syskonbarn, blivit utsatt för övergrepp av sin styvfar, och senare blev hon en av de mer våldsamma personerna i Irish Republican Army (IRA). Hon hade bett Yeats att gifta sig med henne när hon var femton, men då han vid detta tillfälle, när hon var 21 år, friade tackade hon nej. Yeats skulle senare kalla denna period i livet för hans "andra pubertet".
I september samma år friade Yeats till den 24-åriga George (Georgie) Hyde-Lees (1892–1968) som han lärt känna i ockulta kretsar. Trots välmenande vänners varningar sade hon ja, och äktenskapet blev lyckligt trots åldersskillnaden och trots att Yeats ångrade sig under smekmånaden. Vid denna tid skrev Georgie till sin make: "När du är död kommer folk att prata om dina kärleksaffärer, men jag kommer inte att säga något för jag kommer att minnas hur stolt du var." Paret fick två barn, Anne och Michael.
Under deras första år som gifta började paret med automatskrift under vilket George tog kontakt med andar och vägvisare, vilka de kallade "instruktörer". Andarna, menade paret, kommunicerade genom ett komplext och esoteriskt system av karaktärer och berättelser och kom till dem genom trans och med hjälp av diverse redskap. Yeats ägnade mycket tid åt att förbereda materialet till vad som skulle ges titeln A Vision (1925).

### Nobelpriset
I december 1923 tilldelades Yeats Nobelpriset i litteratur, och han var fast besluten att göra det mesta möjliga av situationen. Han var medveten om det symboliska värdet i att mottagaren var irländare så snart inpå att Irland blivit självständigt, och han försökte därför framhålla detta faktum så ofta det gick. Han besvarade de många gratulationsbreven med orden: "Jag betraktar det som att denna ära tillkommit min person i mindre grad, än det tillkommit mig såsom företrädare för den irländska litteraturen, och detta hör ihop med att Europa välkomnar den nya fria staten". 
I sitt tacktal vid Svenska akademien passade han på att beskriva sig själv som den irländska nationalismens och det kulturella oberoendets flaggbärare. Med hans egna ord: "Teatrarna var tomma byggnader som hyrdes av engelska resande teatergrupper, och vi ville ha irländska skådespel och irländska skådespelare. När vi föreställde oss dessa skådespel såg vi framför oss allting som var romantiskt och poetiskt, eftersom den nationalism som vi anslöt oss till – nationalismen varje generation ansluter sig till i ögonblick av misströstan – var romantisk och poetisk."
Priset innebar att försäljningen av hans böcker ökade, och hans förläggare visste att saluföra dem. För första gången i sitt liv hade han pengar och hade därmed möjlighet att betala av sina och faderns skulder.

### Eftermäle
Nedslagskratern Yeats på planeten Merkurius och asteroiden 13113 Williamyeats är uppkallade efter honom.

### Ålderdom

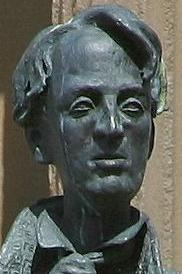
Staty av Yeats i Sligo.

Våren 1925 gav Yeats ut A Vision, och hans hälsa hade stabiliserats. 1922 hade han invalts till Irlands första senat, och återvaldes för en andra mandatperiod 1925. I början av hans förordnande uppstod en debatt om huruvida skilsmässa skulle vara tillåtet, en debatt som Yeats betraktade som i grund och botten en fråga om en strid mellan den katolska befolkningen och den protestantiska minoriteten. När Romersk-katolska kyrkan lade in en formell vägran att godkänna skilsmässa, kontrade Irish Times med att skriva att det vore att alienera protestanterna och att befästa delningen med Nordirland att förbjuda det. Yeats besvarade allt detta genom att hålla ett antal anföranden där han gick till angrepp mot regeringens och prästerskapets ambitioner, och liknade deras taktik vid hur det hade gått till i medeltidens Spanien. "För oss är inte äktenskapet ett sakrament, utan anses i stället bero av kärleken mellan man och kvinna, och den därifrån oskiljaktiga fysiska åtrån, är helig. Denna övertygelse grundar vi på antikens filosofi och modern litteratur, och i våra ögon är det det mest vanhelgande man kan göra att tvinga två människor som hatar varandra att fortsätta leva tillsammans, och för oss verkar det inte finnas anledning att tillåta dem att leva åtskilda om de inte därmed tillåts gifta om sig". Den följande debatten har beskrivits som ett av Yeats främsta offentliga ögonblick och den var inledningen till att han tog avstånd från den pluralism han tidigare erkänt sig till för att förklara religionsstrid. Hans språk blev allt mera konfrontativt och laddat.
Han var 1924 ordförande för den myntkommitté som skulle ta ställning till designen som den nya statens valuta skulle ha. Medveten om den symboliska makten som är inneboende i valutans bildspråk, engagerade sig Yeats mycket i detta. Han var nöjd när Percy Metcalfes arbete godkändes. 1928 drog han sig tillbaka från senaten till följd av hälsobesvär.
Mot slutet av Yeats liv, och särskilt efter börsraset på Wall Street och den stora depressionen när somliga började ifrågasätta demokratins möjligheter att handskas med finanskriser, verkar Yeats ha återgått till sina aristokratiska sympatier. I första världskrigets eftersvall blev han allt mera skeptisk till att en demokratisk regering kan agera effektivt och välkomnade en politisk nyordning i Europa genom totalitära styrelseskick. Hans förbindelse med Ezra Pound drog honom till Benito Mussolini, som han uttryckte sin beundran för vid flera tillfällen. Han författare tre marscher – som aldrig användes – till den irländska generalen Eoin O'Duffys Blueshirts. När Pablo Neruda 1937 bjöd honom till Madrid svarade han emellertid att han stödde republikanerna mot fascisterna, och de sista åren av sitt liv distanserade han sig från nazismen och fascismen.
Sedan han 69 år gammal, 1934, genomgått en "vasectomi", en operation som Eugen Steinach genomförde i syfte att förbättra potensen, tyckte han sig äga en ny kraft såväl genom sin diktning som genom sina kärleksaffärer med yngre kvinnor. Yeats hade flera historier med bland andra diktaren och skådespelerskan Margot Ruddock och författaren och sexualradikalisten Ethel Mannin. Han menade att de erotiska eskapaderna fungerade gynnsamt på hans diktning, och trots sin höga ålder och dåliga hälsa förblev han en framstående författare. 1936 blev han editatör för Oxford Book of Modern Verse 1892–1935.
Efter lång tids sjukdom avled han den 28 januari 1939 på Hôtel Idéal Séjour i Menton, Frankrike. Han gravsattes efter en stillsam begravning i Roquebrune-Cap-Martin. Han hade ofta talat med sin hustru om döden och uttryckt sin önskan att bli snabbt begravd i Frankrike, och sedan förflyttas till Sligo. I september 1948 flyttades hans kvarlevor till Drumcliffe i grevskapet Sligo. Hans epitaf är hämtad från de sista raderna i en av hans sista dikter, "Under Ben Bulben": 
Cast a cold Eye
On Life, on Death.
Horseman, pass by

## Litterär stil

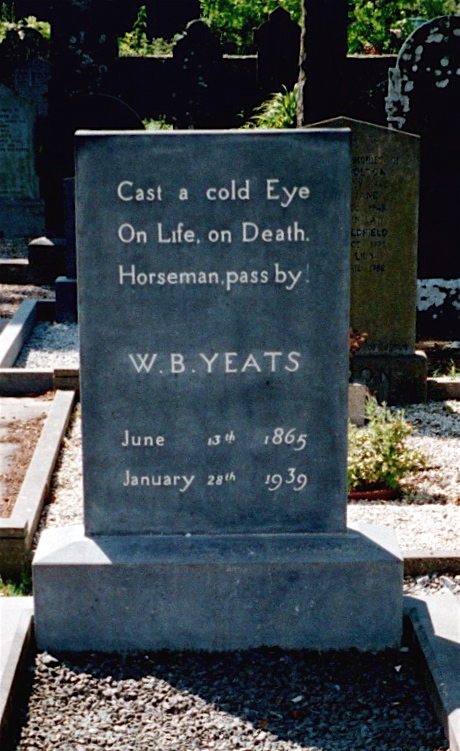
Yeats gravsten i Sligo.

W.B. Yeats anses allmänt vara en nyckelperson i den engelskspråkiga lyriken under 1900-talet. Han kan betraktas som symbolist i så måtto att han använder alluderande bilder och symboliska strukturer karriären igenom. Yeats väljer ord och sätter dem samman så att de därtill i en särskild mening möjliggör för ännu fler tolkningar som kan verka mer betydelsefulla än de först uppenbara. Hans bruk av symboler är vanligen någonting fysiskt vilket både används i den direkta betydelsen och för att uttrycka andra, kanske immateriella, tidlösa kvaliteter. Till skillnad från de flesta modernister som experimenterade med fri vers, kunde Yeats också visa att han behärskade den traditionella verskonsten. Modernismens prägel på hans arbeten märks i det tilltagande avståndstagandet från konventionella lyriska språkbruk för ett mer frispråkigt och direkt tilltal som kännetecknar hans dikter och dramer under mitten av karriären, med verk som In the Seven Woods, Responsibilities och The Green Helmet. Hans senare diktning och dramer är skrivna i en mer personlig hållning, och i alstren som tillkommit under de sista tjugo åren finns direkta omnämnanden av hans son och dotter, och meditationer över att åldras. I hans dikt "The Circus Animals' Desertion" beskriver han källan till inspirationen dessa år.
Now that my ladder's gone
I must lie down where all the ladders start
In the foul rag and bone shop of the heart
Under året 1929 bodde han på Thoor Ballylee, nära Gort i grevskapet Galway (där han sedan 1919 haft sitt sommarresidens) för sista gången. Större delen av återstoden av hans liv tillbringade han utanför Irland, men han hyrde Riversdale house i Dublinförorten Rathfarnham 1932. Han skrev flitigt sina sista år och utgav dikter, dramer och prosa. 1938 bevistade han Abbey för sista gången, vid urpremiären av hans Purgatory. Hans självbiografi utgavs samma år.
Medan Yeats tidiga dikter i hög grad använder iriska myter och folksagor, upptas hans senare diktning mer av samtida frågor och hans stil genomgick en dramatisk förändring. Kronologin för hans arbeten kan indelas i tre perioder. de tidiga dikterna är prerafaelitiska i tonen, självmedvetet ornamenterade och stundtals – åtminstone enligt belackare – styltiga. Yeats började skriva episka dikter som "The Isle of Statues" och "The Wanderings of Oisin". Efter Oisin skrev han aldrig mer långa dikter. Hans övriga dikter från första perioden är lyriska och handlar om kärlek, mysticism eller det esoteriska. Yeats mellersta period präglas av att han övergav det prerafaelitiska och försökte bli mera samhällssatirisk. De som föredrar hans mellersta period brukar framhålla diktningens mustiga rytm och kärvhet, medan de som ogillar den anser att den saknar bildmässig styrka och är barlagd. Under den sista perioden i hans diktning återkommer de fantasifulla och mystiska systemen som han upprättade under påverkan av spiritismen. På många sätt kan hans sista fas sägas vara en återgång till visionerna från ungdomen. Motsatsen mellan den världsliga mannen med sitt svärd och den andlige mannen med sin Gud – temat i "The Wanderings of Oisin" – återkommer i "A Dialogue Between Self and Soul".
Några litteraturkritiker hävdar att Yeats markerar den litterära övergången mellan det romantiska 1800-talet och det modernistiska 1900-talet, på samma sätt som Pablo Picasso gjorde i bildkonsten. Andra har ifrågasatt att Yeats verkligen hade så många beröringspunkter med modernisterna av Ezra Pounds och T.S. Eliots kaliber. Modernisterna läste hans "Återkomsten" som en skildring av den europeiska civilisationens nedgång och ansåg den ha släktskap med Eliot, men under senare år har kritiker pekat på Yeats apokalyps och mystik, vilket är typiskt för 1890-talet. Hans viktigaste diktsamlingar började med The Green Helmet (1910) och Responsibilities (1914). Bildspråket blir mer återhållsamt på Yeats äldre dagar, men också kraftfullare. The Tower (1928), The Winding Stairs (1929), och New Poems (1938) innehåller några av hans mest beundrade dikter.
Yeats förkärlek till mystiken, förmedlad av hinduistisk teosofi och det ockulta, formgav en ansenlig del av hans sista diktning. De som är negativt inställda till dessa fenomen, kritiserar dessa verk för att sakna tankeskärpa; dit hör till exempel W.H. Auden. Metafysiken i Yeats senare arbeten måste läsas i relation till de grundläggande esoteriska systemen i A Vision (1925).
Hans dikt från 1919, "Återkomsten", brukar anföras som en källa till det bildspråk som dikter skulle använda för att gestalta 1900-talet: 
Things fall apart; the centre cannot hold;
Mere anarchy is loosed upon the world,
The blood-dimmed tide is loosed, and everywhere
The ceremony of innocence is drowned.
The best lack all conviction, while the worst
Are full of passionate intensity.
För den antidemokratiske Yeats avsåg "de bästa" Europas traditionella överklass, vilken var oförmögen att skydda den traditionella kulturen från materialism och masskultur. De sammanfattande slutraderna återger Yeats tro att historien var cyklisk, och att hans tidevarv representerade slutet av en cykel som började med kristendomens antåg:
And what rough beast, its hour come round at last,
Slouches towards Bethlehem to be born?

## Verk översatta till svenska

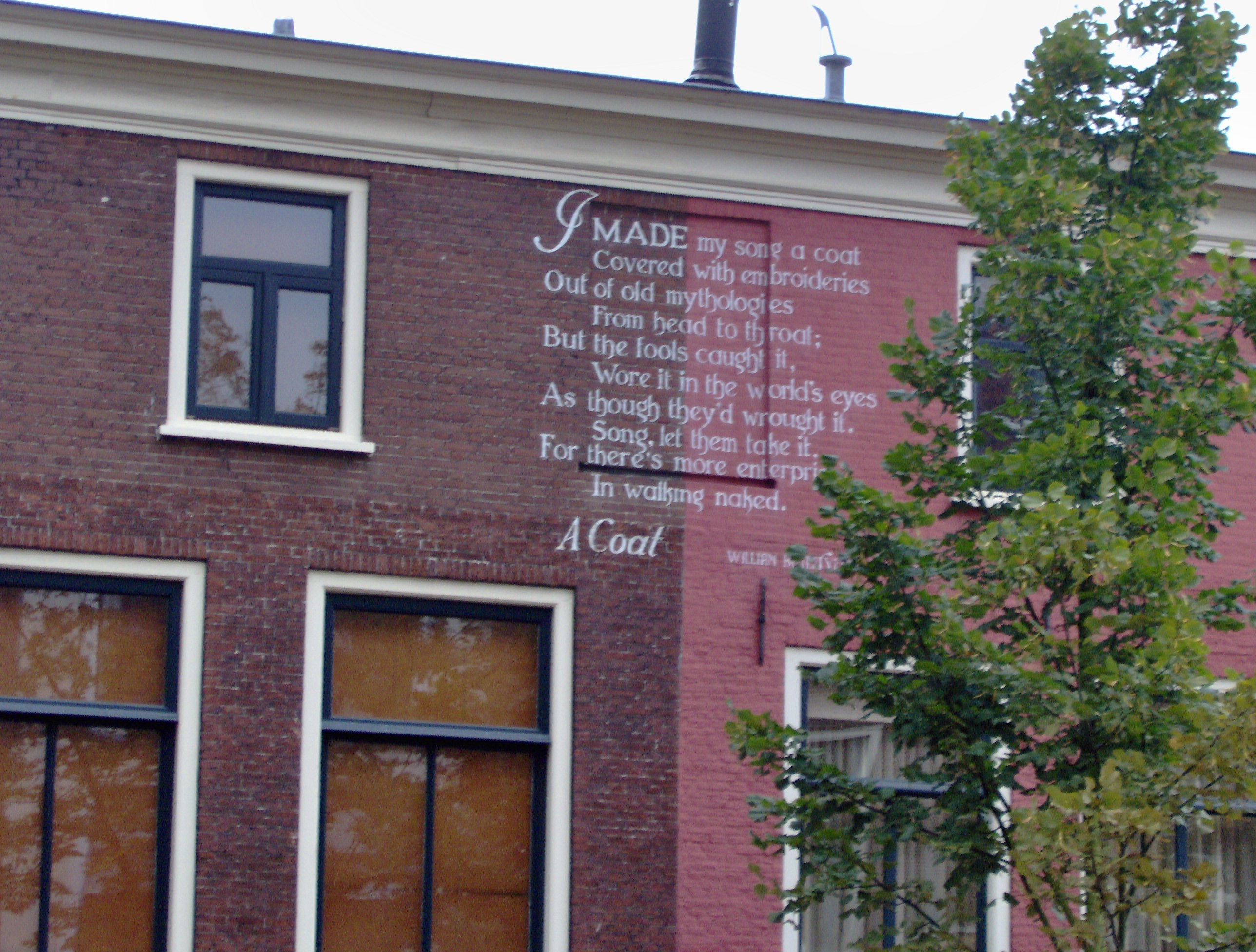
William Butler Yeats dikt A coat som väggdikt på Lange Mare 31-33 i den holländska staden Leiden.

- Irländska dramer (översättning Hugo Hultenberg) (Norstedt, 1923)
- Grevinnan Cathleen: legend i fem scener (Cathleen Ni Houlihan) (översättning Teresia Eurén) (1923)
- Enhörningen från stjärnorna, Drottningen: två skådespel (The Unicorn from the Stars och The Player Queen) (anonym översättning) (Norstedt, 1924)
- Längtans land (The Land of Heart's Desire) (i svensk tolkning av Karl Asplund) (Norstedt, 1924)
- Röde Hanrahan (Stories of Red Hanrahan) (översättning Margaretha Frölich) (Norstedt, 1924)
- Han önskar att hans älskade vore död: 52 dikter (presenterade av Kaj Attorps) (Lind & Co, 2001) [tvåspråkig utgåva]
- Flamman och skuggan [noveller] (översättning Arthur Isfelt) (Alastor, 2002)
- Tornet (The tower) (översättning och kommentarer av Thomas Sjösvärd) (Bromberg, 2012, i serien Nobelklassiker)
- Ett kristalliskt rop (översättning, förord och kommentarer: Ann-Kristin Åklint) (Ellerström, 2012)
- Valda dikter (i översättning med inledning och kommentarer av Gunnar Artéus) (Humana scribo, 2014)